# Mjøndalen Idrettsforening 2014
Questa voce raccoglie le informazioni riguardanti il Mjøndalen Idrettsforening nelle competizioni ufficiali della stagione 2014.

## Stagione
Il Mjøndalen ha chiuso la stagione al terzo posto in classifica, centrando così l'accesso alle qualificazioni all'Eliteserien: dopo aver eliminato Fredrikstad e Bærum, la squadra si è scontrata con il Brann in un doppio confronto che avrebbe determinato quale delle due formazioni avrebbe disputato l'Eliteserien 2015. Dopo il pareggio per 1-1 maturato al Brann Stadion, il Mjøndalen ha vinto la partita di ritorno per 3-0 e si è così guadagnato la promozione.
I calciatori più utilizzati in stagione sono stati Ivar Forn e Sanel Kapidžić, entrambi con 38 presenze (30 in campionato, 4 in coppa e 4 nelle qualificazioni all'Eliteserien); Kapidžić è stato anche il miglior marcatore della squadra con 19 reti (16 in campionato, 3 nelle qualificazioni all'Eliteserien).

## Rosa
| N. |                           | Ruolo | Calciatore            |
| -- | ------------------------- | ----- | --------------------- |
| 1  | Norvegia (bandiera)       | P     | Ivar Forn             |
| 2  | Norvegia (bandiera)       | D     | Ulrik Arneberg        |
| 3  | Norvegia (bandiera)       | D     | Joackim Olsen Solberg |
| 4  | Norvegia (bandiera)       | D     | Martin Strange        |
| 5  | Norvegia (bandiera)       | D     | Karanveer Grewal      |
| 6  | Norvegia (bandiera)       | C     | Bjarne Ingebretsen    |
| 7  | Danimarca (bandiera)      | A     | Sanel Kapidžić        |
| 8  | Norvegia (bandiera)       | A     | Stian Rasch           |
| 9  | Norvegia (bandiera)       | C     | Mads André Hansen     |
| 10 | Norvegia (bandiera)       | C     | Erik Midtgarden       |
| 11 | Norvegia (bandiera)       | A     | Christian Gauseth     |
| 12 | Norvegia (bandiera)       | P     | Andreas Håskjold      |
| 13 | Norvegia (bandiera)       | P     | Marius Enger Sæthre   |
| 14 | Costa d'Avorio (bandiera) | C     | Vamouti Diomande      |

| N. |                        | Ruolo | Calciatore            |
| -- | ---------------------- | ----- | --------------------- |
| 15 | Norvegia (bandiera)    | C     | Stian Semb Aasmundsen |
| 16 | Norvegia (bandiera)    | C     | Mads Gundersen        |
| 17 | Norvegia (bandiera)    | C     | Erlend Skagestad      |
| 18 | Stati Uniti (bandiera) | D     | Rhett Bernstein       |
| 19 | Norvegia (bandiera)    | D     | Joakim Rishovd        |
| 20 | Gambia (bandiera)      | A     | Alagie Sosseh         |
| 21 | Norvegia (bandiera)    | A     | Magnus Sylling Olsen  |
| 21 | Svezia (bandiera)      | A     | Andreas Haglund       |
| 22 | Norvegia (bandiera)    | D     | Morten Sundli         |
| 23 | Norvegia (bandiera)    | D     | Kasim Al              |
| 24 | Norvegia (bandiera)    | C     | Truls Ingebrigtsen    |
| 25 | Norvegia (bandiera)    | D     | Kristoffer Hoven      |
| 25 | Norvegia (bandiera)    | A     | Zerufy Yakobo         |
| 26 | Norvegia (bandiera)    | C     | Martin Dreyer Bakken  |

## Calciomercato

### Sessione invernale(dal 01/01 al 31/03)
| Arrivi           | Arrivi           | Arrivi         | Arrivi        |
| R.               | Nome             | da             | Modalità      |
| ---------------- | ---------------- | -------------- | ------------- |
| D                | Ulrik Arneberg   | Asker          | definitivo    |
| D                | Karanveer Grewal | Asker          | fine prestito |
| C                | Erik Midtgarden  |                | svincolato    |
| A                | Andreas Haglund  |                | svincolato    |
| A                | Sanel Kapidžić   | Vard Haugesund | definitivo    |
| A                | Stian Rasch      | Strømmen       | definitivo    |
| A                | Alagie Sosseh    |                | svincolato    |
| Altre operazioni |                  |                |               |
| R.               | Nome             | da             | Modalità      |
| A                | Jarle Belaska    | Ørn-Horten     | fine prestito |

| Partenze | Partenze                | Partenze   | Partenze      |
| R.       | Nome                    | a          | Modalità      |
| -------- | ----------------------- | ---------- | ------------- |
| P        | Anders Rotevatn         |            | ritiro        |
| D        | Jonathan Borrajo        |            | svincolato    |
| D        | Kristian Flittie Onstad |            | svincolato    |
| D        | Lars Granaas            |            | ritiro        |
| A        | Jarle Belaska           | Ørn-Horten | definitivo    |
| A        | Kevin Beugré            | Hønefoss   | fine prestito |
| A        | Pål Alexander Kirkevold |            | svincolato    |
| A        | Benjamin Stokke         |            | svincolato    |

### Sessione estiva(dal 15/07 al 15/08)
| Arrivi | Arrivi               | Arrivi | Arrivi   |
| R.     | Nome                 | da     | Modalità |
| ------ | -------------------- | ------ | -------- |
| A      | Magnus Sylling Olsen | HamKam | prestito |

| Partenze | Partenze           | Partenze    | Partenze   |
| R.       | Nome               | a           | Modalità   |
| -------- | ------------------ | ----------- | ---------- |
| C        | Bjarne Ingebretsen |             | ritiro     |
| A        | Andreas Haglund    | Fram Larvik | definitivo |

## Risultati

### 1. divisjon

#### Girone di andata
| Arbitro: | Johansen (Brevik) |

|                                              |           |            |
| Haidar 16’ (aut.) Gundersen 28’ Kapidžić 77’ | Marcatori | 90’ Tveita |

| Arbitro: | Ahlsen |

|           |           |                     |
| Riski 90’ | Marcatori | 51’ Semb Aasmundsen |

| Arbitro: | Gya |

|                                          |           |  |
| Kapidžić 3’, 56’ Gauseth 64’ Haglund 90’ | Marcatori |  |

| Arbitro: | Haugen |

|           |           |                           |
| Tveit 90’ | Marcatori | 83’ Gundersen 90’ Strange |

| Mjøndalen 1º maggio 2014, ore 18:00 5ª giornata                                         | Mjøndalen | 1 – 3 referto                              | Hødd | Mjondalen Stadion (1.100 spett.) |
| \| \| \| \| \| Sosseh 21’ \| Marcatori \| 7’ Törnqvist 31’ Ulland Andersen 90’ Sveen \| |           |                                            |      |                                  |
|                                                                                         |           |                                            |      |                                  |
| Sosseh 21’                                                                              | Marcatori | 7’ Törnqvist 31’ Ulland Andersen 90’ Sveen |      |                                  |

| Arbitro: | Hagenes |

|  |           |              |
|  | Marcatori | 68’ Kapidžić |

| Mjøndalen 11 maggio 2014, ore 18:00 7ª giornata                                            | Mjøndalen | 4 – 1 referto | Alta | Mjondalen Stadion (1.010 spett.) |
| \| \| \| \| \| Diomande 3’ Kapidžić 8’ Sosseh 40’ Sundli 86’ \| Marcatori \| 6’ Braaten \| |           |               |      |                                  |
|                                                                                            |           |               |      |                                  |
| Diomande 3’ Kapidžić 8’ Sosseh 40’ Sundli 86’                                              | Marcatori | 6’ Braaten    |      |                                  |

| Arbitro: | Ahlsen |

|                   |           |                              |
| Sylling Olsen 90’ | Marcatori | 43’ Olsen Solberg 45’ Sundli |

| Mjøndalen 20 maggio 2014, ore 20:05 9ª giornata | Mjøndalen | 0 – 0 referto | Fredrikstad | Mjøndalen Stadion (1.021 spett.)\| Arbitro: \| Haugen \| |
| Arbitro:                                        | Haugen    |               |             |                                                          |

| Arbitro: | Eskås |

|              |           |             |
| Ondrášek 10’ | Marcatori | 29’ Strange |

| Mjøndalen 29 maggio 2014, ore 19:00 11ª giornata                                  | Mjøndalen | 2 – 2 referto            | Sandefjord | Mjøndalen Stadion (1.320 spett.) |
| \| \| \| \| \| Strange 25’ Sosseh 42’ \| Marcatori \| 57’ Kirkevold 84’ Sellin \| |           |                          |            |                                  |
|                                                                                   |           |                          |            |                                  |
| Strange 25’ Sosseh 42’                                                            | Marcatori | 57’ Kirkevold 84’ Sellin |            |                                  |

| Arbitro: | Moen |

|                                        |           |              |
| Barlow 37’ Sletvold 55’ V. Lysvoll 68’ | Marcatori | 51’ Diomande |

| Mjøndalen 9 giugno 2014, ore 18:00 13ª giornata | Mjøndalen | 0 – 1 referto | Ranheim | Mjøndalen Stadion (851 spett.) |
| \| \| \| \| \| \| Marcatori \| 51’ Voll \|      |           |               |         |                                |
|                                                 |           |               |         |                                |
|                                                 | Marcatori | 51’ Voll      |         |                                |

| Arbitro: | Thorsø Hansen |

|           |           |              |
| Mendy 90’ | Marcatori | 90’ Kapidžić |

| Arbitro: | Gjermshus |

|                |           |                                                      |
| Pellegrino 85’ | Marcatori | 27’ Sundli 48’ (rig.) Semb Aasmundsen 90’ Midtgarden |

#### Girone di ritorno
| Mjøndalen 5 settembre 2014, ore 19:00 16ª giornata                           | Mjøndalen | 2 – 1 referto | Tromsø | Mjøndalen Stadion (1.507 spett.) |
| \| \| \| \| \| Diomande 2’ Sylling Olsen 33’ \| Marcatori \| 90’ Andersen \| |           |               |        |                                  |
|                                                                              |           |               |        |                                  |
| Diomande 2’ Sylling Olsen 33’                                                | Marcatori | 90’ Andersen  |        |                                  |

| Arbitro: | Tennøy |

|            |           |                                         |
| Shroot 55’ | Marcatori | 4’ Kapidžić 37’ Rasch 51’, 73’ Diomande |

| Mjøndalen 3 agosto 2014, ore 18:00 18ª giornata                                | Mjøndalen | 3 – 1 referto | HamKam | Mjøndalen Stadion (1.078 spett.) |
| \| \| \| \| \| Diomande 54’ Kapidžić 90’, 90’ \| Marcatori \| 2’ Børmark-By \| |           |               |        |                                  |
|                                                                                |           |               |        |                                  |
| Diomande 54’ Kapidžić 90’, 90’                                                 | Marcatori | 2’ Børmark-By |        |                                  |

| Fredrikstad 11 agosto 2014, ore 19:00 19ª giornata | Fredrikstad | 0 – 0 referto | Mjøndalen | Fredrikstad Stadion (4.326 spett.)\| Arbitro: \| Gya \| |
| Arbitro:                                           | Gya         |               |           |                                                         |

| Arbitro: | Hagenes |

|                                                           |           |  |
| Diomande 22’, 58’ Sigurðsson 90’ (aut.) Sylling Olsen 90’ | Marcatori |  |

| Arbitro: | Lundby (Bøverbru) |

|                          |           |              |
| Larsen 38’ Kirkevold 52’ | Marcatori | 32’ Kapidžić |

| Arbitro: | Ahlsen |

|                                           |           |                 |
| Kapidžić 11’ Sylling Olsen 52’ Sundli 62’ | Marcatori | 73’ Lehne Olsen |

| Arbitro: | Rafiq (Oslo) |

|         |           |                     |
| Eek 30’ | Marcatori | 12’ (aut.) Tronseth |

| Arbitro: | Hagenes |

|                |           |                            |
| Midtgarden 77’ | Marcatori | 64’ Bertheussen 87’ Mienna |

| Arbitro: | Eskås |

|                               |           |              |
| Sega Ngom 27’ Nome 45’ (rig.) | Marcatori | 90’ Kapidžić |

| Arbitro: | Haugen |

|                          |           |                         |
| Gauseth 12’ Kapidžić 90’ | Marcatori | 45’ Næss Lund 53’ Mendy |

| Arbitro: | Smehus Kringstad |

|                             |           |  |
| Konate 29’, 53’, 72’ (rig.) | Marcatori |  |

| Arbitro: | Lundby (Bøverbru) |

|                             |           |                                        |
| Gauseth 52’, 64’ Sundli 68’ | Marcatori | 10’ Havsgård Martinsen 71’ Hammersland |

| Arbitro: | Eskås |

|  |           |                                       |
|  | Marcatori | 3’, 28’ Kapidžić 6’, 14’, 72’ Gauseth |

| Arbitro: | Steen |

|              |           |             |
| Kapidžić 14’ | Marcatori | 85’ Warshaw |

#### Qualificazioni all'Eliteserien
| Arbitro: | Hobber Nilsen (Oslo) |

|                                |           |  |
| Sansara 5’ (aut.) Arneberg 52’ | Marcatori |  |

| Arbitro: | Døvle (Larvik) |

|                                                                              |           |            |
| Flasza 90’ (aut.) Sylling Olsen 108’ Olsen Solberg 118’ (rig.) Kapidžić 120’ | Marcatori | 75’ Tollås |

| Arbitro: | Sandmoen (Kjelsås) |

|             |           |              |
| Skaanes 53’ | Marcatori | 37’ Diomande |

| Arbitro: | Moen (Haugesund) |

|                                |           |  |
| Kapidžić 27’, 67’ Diomande 64’ | Marcatori |  |

### Norgesmesterskapet
| Lommedalen 24 aprile 2014, ore 18:00 Primo turno                                                                   | Lommedalen | 0 – 6 referto                                                                    | Mjøndalen | Lommedalen Kunstgress (500 spett.) |
| \| \| \| \| \| \| Marcatori \| 10’ Gauseth 47’ Arneberg 60’ Diomande 73’ Bernstein 84’ Gundersen 86’ Midtgarden \| |            |                                                                                  |           |                                    |
| |            |                                                                                  |           |                                    |
| | Marcatori  | 10’ Gauseth 47’ Arneberg 60’ Diomande 73’ Bernstein 84’ Gundersen 86’ Midtgarden |           |                                    |

| Porsgrunn 7 maggio 2014, ore 18:00 Secondo turno | Pors Grenland | 0 – 1 referto | Mjøndalen | Pors Stadion (207 spett.) |
| \| \| \| \| \| \| Marcatori \| 44’ Gauseth \|    |               |               |           |                           |
|                                                  |               |               |           |                           |
|                                                  | Marcatori     | 44’ Gauseth   |           |                           |

| Mjøndalen 4 giugno 2014, ore 18:00 Terzo turno        | Mjøndalen | 1 – 0 referto | Ullensaker/Kisa | Mjøndalen Stadion |
| \| \| \| \| \| Semb Aasmundsen 38’ \| Marcatori \| \| |           |               |                 |                   |
|                                                       |           |               |                 |                   |
| Semb Aasmundsen 38’                                   | Marcatori |               |                 |                   |

| Molde 27 giugno 2014, ore 18:00 Quarto turno                                                       | Molde     | 4 – 1 referto     | Mjøndalen | Aker Stadion (3.682 spett.) |
| \| \| \| \| \| Gulbrandsen 11’ Elyounoussi 31’ Chima 41’, 79’ \| Marcatori \| 88’ Dreyer Bakken \| |           |                   |           |                             |
| |           |                   |           |                             |
| Gulbrandsen 11’ Elyounoussi 31’ Chima 41’, 79’                                                     | Marcatori | 88’ Dreyer Bakken |           |                             |

## Statistiche

### Statistiche di squadra
| Competizione                   | Punti | In casa | In casa | In casa | In casa | In casa | In casa | In trasferta | In trasferta | In trasferta | In trasferta | In trasferta | In trasferta | Totale | Totale | Totale | Totale | Totale | Totale | DR  |
| Competizione                   | Punti | G       | V       | N       | P       | Gf      | Gs      | G            | V            | N            | P            | Gf           | Gs           | G      | V      | N      | P      | Gf     | Gs     | DR  |
| ------------------------------ | ----- | ------- | ------- | ------- | ------- | ------- | ------- | ------------ | ------------ | ------------ | ------------ | ------------ | ------------ | ------ | ------ | ------ | ------ | ------ | ------ | --- |
| 1. divisjon                    | 51    | 15      | 8       | 4       | 3       | 33      | 18      | 15           | 6            | 5            | 4            | 24           | 18           | 30     | 14     | 9      | 7      | 57     | 36     | +21 |
| Qualificazioni all'Eliteserien | -     | 3       | 3       | 0       | 0       | 9       | 1       | 1            | 0            | 1            | 0            | 1            | 1            | 4      | 3      | 0      | 1      | 10     | 2      | +8  |
| Norgesmesterskapet             | -     | 1       | 1       | 0       | 0       | 1       | 0       | 3            | 2            | 0            | 1            | 8            | 4            | 4      | 3      | 0      | 1      | 9      | 4      | +5  |
| Totale                         | -     | 19      | 12      | 4       | 3       | 43      | 19      | 19           | 8            | 6            | 5            | 33           | 23           | 38     | 20     | 9      | 9      | 76     | 42     | +34 |

### Andamento in campionato
| Giornata  | 1 | 2 | 3 | 4 | 5 | 6 | 7 | 8 | 9 | 10 | 11 | 12 | 13 | 14 | 15 | 16 | 17 | 18 | 19 | 20 | 21 | 22 | 23 | 24 | 25 | 26 | 27 | 28 | 29 | 30 |
| --------- | - | - | - | - | - | - | - | - | - | -- | -- | -- | -- | -- | -- | -- | -- | -- | -- | -- | -- | -- | -- | -- | -- | -- | -- | -- | -- | -- |
| Luogo     | C | T | C | T | C | T | C | T | C | T  | C  | T  | C  | T  | T  | C  | T  | C  | T  | C  | T  | C  | T  | C  | T  | C  | T  | C  | T  | C  |
| Risultato | V | N | V | V | P | V | V | V | N | N  | N  | P  | P  | N  | V  | V  | V  | V  | N  | V  | P  | V  | N  | V  | P  | N  | P  | V  | V  | N  |
| Posizione |   |   |   |   |   |   |   |   |   |    |    |    |    |    |    |    |    |    |    |    |    |    |    |    |    |    |    |    |    | 3  |

Fonte:  1. divisjon 2014, su altomfotball.no, Altomfotball.
Legenda:

Luogo: C = Casa; T = Trasferta. Risultato: V = Vittoria; N = Pareggio; P = Sconfitta.

### Statistiche dei giocatori
| Giocatore          | 1. divisjon | 1. divisjon | 1. divisjon | 1. divisjon | Norgesmesterskapet | Norgesmesterskapet | Norgesmesterskapet | Norgesmesterskapet | Coppe europee | Coppe europee | Coppe europee | Coppe europee | Qual. all'Eliteserien | Qual. all'Eliteserien | Qual. all'Eliteserien | Qual. all'Eliteserien | Totale   | Totale | Totale      | Totale     |
| Giocatore          | Presenze    | Reti        | Ammonizioni | Espulsioni  | Presenze           | Reti               | Ammonizioni        | Espulsioni         | Presenze      | Reti          | Ammonizioni   | Espulsioni    | Presenze              | Reti                  | Ammonizioni           | Espulsioni            | Presenze | Reti   | Ammonizioni | Espulsioni |
| ------------------ | ----------- | ----------- | ----------- | ----------- | ------------------ | ------------------ | ------------------ | ------------------ | ------------- | ------------- | ------------- | ------------- | --------------------- | --------------------- | --------------------- | --------------------- | -------- | ------ | ----------- | ---------- |
| K. Al              | 0           | 0           | 0           | 0           | 1                  | 0                  | 0                  | 0                  |               |               |               |               | 0                     | 0                     | 0                     | 0                     | 1        | 0      | 0           | 0          |
| U. Arneberg        | 27          | 0           | 5           | 0           | 3                  | 1                  | 0                  | 0                  |               |               |               |               | 2                     | 1                     | 0                     | 0                     | 32       | 2      | 5           | 0          |
| R. Bernstein       | 8           | 0           | 0           | 0           | 2                  | 1                  | 0                  | 0                  |               |               |               |               | 4                     | 0                     | 1                     | 0                     | 14       | 1      | 1           | 0          |
| V. Diomande        | 30          | 8           | 2           | 0           | 3                  | 1                  | 0                  | 0                  |               |               |               |               | 4                     | 2                     | 0                     | 0                     | 37       | 11     | 2           | 0          |
| M. Dreyer Bakken   | 1           | 0           | 0           | 0           | 1                  | 1                  | 0                  | 0                  |               |               |               |               | 0                     | 0                     | 0                     | 0                     | 2        | 1      | 0           | 0          |
| M. Enger Sæthre    | 0           | -0          | 0           | 0           | 0                  | -0                 | 0                  | 0                  |               |               |               |               | 0                     | -0                    | 0                     | 0                     | 0        | 0      | 0           | 0          |
| I. Forn            | 30          | -36         | 1           | 0           | 4                  | -4                 | 0                  | 0                  |               |               |               |               | 4                     | -2                    | 0                     | 0                     | 38       | -42    | 1           | 0          |
| C. Gauseth         | 26          | 7           | 4           | 0           | 3                  | 2                  | 0                  | 0                  |               |               |               |               | 2                     | 0                     | 0                     | 1                     | 31       | 9      | 4           | 1          |
| K. Grewal          | 20          | 0           | 2           | 0           | 3                  | 0                  | 0                  | 0                  |               |               |               |               | 4                     | 0                     | 2                     | 0                     | 27       | 0      | 4           | 0          |
| M. Gundersen       | 28          | 2           | 1           | 0           | 4                  | 1                  | 2                  | 0                  |               |               |               |               | 2                     | 0                     | 0                     | 0                     | 34       | 3      | 3           | 0          |
| A. Haglund         | 3           | 1           | 0           | 0           | 1                  | 0                  | 0                  | 0                  |               |               |               |               | -                     | -                     | -                     | -                     | 4        | 1      | 0           | 0          |
| A. Håskjold        | 0           | -0          | 0           | 0           | 0                  | -0                 | 0                  | 0                  |               |               |               |               | 0                     | -0                    | 0                     | 0                     | 0        | 0      | 0           | 0          |
| M. Hansen          | 29          | 0           | 0           | 0           | 2                  | 0                  | 0                  | 0                  |               |               |               |               | 4                     | 0                     | 0                     | 0                     | 35       | 0      | 0           | 0          |
| K. Hoven           | 0           | 0           | 0           | 0           | 0                  | 0                  | 0                  | 0                  |               |               |               |               | 0                     | 0                     | 0                     | 0                     | 0        | 0      | 0           | 0          |
| B. Ingebretsen     | 6           | 0           | 0           | 0           | 1                  | 0                  | 0                  | 0                  |               |               |               |               | -                     | -                     | -                     | -                     | 7        | 0      | 0           | 0          |
| T. Ingebrigtsen    | 1           | 0           | 0           | 0           | 0                  | 0                  | 0                  | 0                  |               |               |               |               | 0                     | 0                     | 0                     | 0                     | 1        | 0      | 0           | 0          |
| S. Kapidžić        | 30          | 16          | 2           | 0           | 4                  | 0                  | 0                  | 0                  |               |               |               |               | 4                     | 3                     | 1                     | 0                     | 38       | 19     | 3           | 0          |
| E. Midtgarden      | 27          | 2           | 1           | 0           | 4                  | 1                  | 0                  | 0                  |               |               |               |               | 4                     | 0                     | 0                     | 0                     | 35       | 3      | 1           | 0          |
| J. Olsen Solberg   | 29          | 1           | 6           | 0           | 3                  | 0                  | 1                  | 0                  |               |               |               |               | 4                     | 1                     | 2                     | 0                     | 36       | 2      | 9           | 0          |
| S. Rasch           | 21          | 1           | 1           | 0           | 2                  | 0                  | 0                  | 0                  |               |               |               |               | 3                     | 0                     | 0                     | 0                     | 26       | 1      | 1           | 0          |
| J. Rishovd         | 1           | 0           | 0           | 0           | 1                  | 0                  | 0                  | 0                  |               |               |               |               | 0                     | 0                     | 0                     | 0                     | 2        | 0      | 0           | 0          |
| S. Semb Aasmundsen | 20          | 2           | 2           | 0           | 3                  | 1                  | 1                  | 0                  |               |               |               |               | 4                     | 0                     | 1                     | 0                     | 27       | 3      | 4           | 0          |
| E. Skagestad       | 0           | 0           | 0           | 0           | 0                  | 0                  | 0                  | 0                  |               |               |               |               | 0                     | 0                     | 0                     | 0                     | 0        | 0      | 0           | 0          |
| A. Sosseh          | 21          | 3           | 2           | 0           | 2                  | 0                  | 0                  | 0                  |               |               |               |               | 0                     | 0                     | 0                     | 0                     | 23       | 3      | 2           | 0          |
| M. Strange         | 18          | 3           | 2           | 1           | 4                  | 0                  | 0                  | 0                  |               |               |               |               | 3                     | 0                     | 0                     | 0                     | 25       | 3      | 2           | 1          |
| M. Sundli          | 29          | 5           | 1           | 0           | 3                  | 0                  | 0                  | 0                  |               |               |               |               | 4                     | 0                     | 1                     | 0                     | 36       | 5      | 2           | 0          |
| M. Sylling Olsen   | 11          | 3           | 1           | 0           | -                  | -                  | -                  | -                  |               |               |               |               | 4                     | 1                     | 0                     | 0                     | 15       | 4      | 1           | 0          |
| Z. Yakobo          | 0           | 0           | 0           | 0           | 0                  | 0                  | 0                  | 0                  |               |               |               |               | 0                     | 0                     | 0                     | 0                     | 0        | 0      | 0           | 0          |